# Vakuola

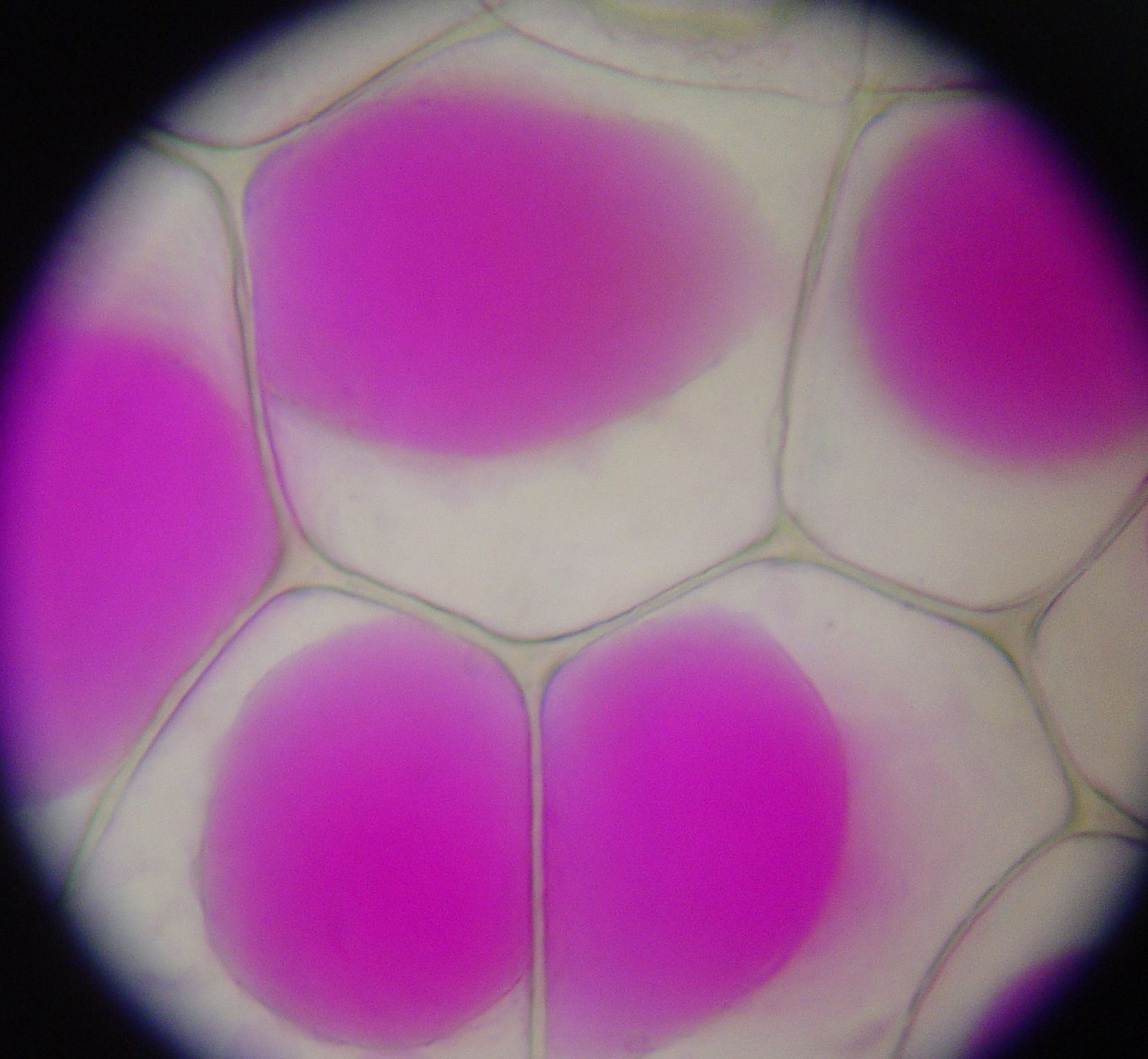
Obarvené vakuoly v pletivu podeňky různobarvé (rhoeo discolor)

Vakuola je jednoduchou membránou ohraničený prostor v buňkách rostlin, protist, kvasinek a některých živočichů. Membrána vakuoly se nazývá tonoplast.

## Funkce
Vakuola má více funkcí, některé jen u určitých druhů vakuoly. Mezi hlavní funkce patří:[zdroj?]
- izoluje látky, které mohou být nebezpečné pro buňku
- zadržuje odpadní produkty
- zadržuje vodu v rostlinných buňkách
- udržuje vnitřní hydrostatický tlak buňky
- udržuje rovnoměrné pH v buňce
- uchovává malé molekuly
- vylučuje nechtěné látky z buňky
- umožňuje rostlinám udržení tvaru listů, díky tlaku v centrální vakuole
- v semenech ukládá lehce pozměněná vakuola živiny pro růst

## Vakuoly rostlin

Vakuola (modře) v rostlinné buňce

V nezralých nebo mladých rostlinných buňkách a buňkách pracujících dělivých pletiv se vyskytuje větší množství malých vakuol. Ty mohou během dospívání a specializace diferenciace nebo své funkční aktivity růst a splývat. Ve zralých nebo velmi aktivních buňkách pak nalezneme zpravidla jen jedinou obří vakuolu, která může zaplnit více než 90 % jejich buněčného objemu. Rostlinná vakuola představuje zásobárnu vody a různých dalších organických i anorganických látek (cukry, bílkoviny, aminokyseliny, organické kyseliny, alkaloidy, třísloviny, barviva). Je také místem, kde dochází k buněčnému trávení (nahrazuje nepřítomné lyzozomy). Tekutý obsah vakuoly se nazývá buněčná šťáva. V některých případech mohou nashromážděné látky ve vakuolách vykrystalizovat (tzv. inkluze), např. šťavelan vápenatý.
Soubor všech vakuol v jedné buňce se někdy nazývá vakuom.

## Vakuoly živočichů
Vakuoly lze nalézt rovněž v živočišných buňkách – např. tukové buňky mají téměř celý obsah vyplněný tukovou vakuolou, která je často tak velká, že stlačí ostatní organely k cytoplasmatické membráně. Jiné živočišné buňky mají drobné vakuoly naplněné trávicími šťávami (enzymy), které jsou v době potřeby (trávení) uvolňovány do okolního prostředí (lumen střev). Důležitou roli hrají vakuoly v buňkách mléčné žlázy nebo pigmentových buňkách kůže, neboť v sobě střádají mléčné kapky nebo ochranný pigment melanin, který zabraňuje poškození tkáně ultrafialovým světlem vysílaným sluncem. Za specializované vakuoly lze považovat i synaptické váčky nervových buněk, které obsahují zvláštní látky – mediátory – s jejichž pomocí se buňky dorozumívají a aktivují nebo tlumí nervový impuls.

## Vakuoly protist
U protist se taktéž vyskytují vakuoly, zpravidla jsou však velmi modifikované. Nejznámějšími modifikacemi jsou pulsující vakuoly a potravní vakuoly.

### Pulsující vakuoly
Pulsující vakuoly jsou přítomny u sladkovodních protist a jejich úkolem je shromažďovat a vypuzovat vodu zpět do hypotonického prostředí, což zabraňuje ředění buňky a snižuje osmotický tlak.

### Potravní vakuoly
Slouží k trávení potravy. Na rozdíl od vakuol rostlin vznikají a zanikají.